# Sylvia Miles
Sylvia Miles, pseudonimo di Sylvia Reuben Lee (New York, 9 settembre 1924 – New York, 12 giugno 2019), è stata un'attrice statunitense.

## Biografia
Figlia di un falegname di mobili, Reuben Lee, e di Belle Fellman-Lee, il cui matrimonio terminò con un divorzio, Sylvia Miles è nota, oltre che per la sua bravura artistica, anche per il suo carattere eccentrico: nel 1973, nel ristorante The Ginger Man di New York, rovesciò una pentola piena di pasta in testa a John Simon, critico del New York Magazine, dopo che lui stroncò una sua performance.
Il ruolo più famoso della Miles è quello di Cass in Un uomo da marciapiede (1969), in cui interpreta una ricca signora dell'alta borghesia di New York che invita nel suo appartamento il giovane protagonista, interpretato da John Voight, per consumare un rapporto, inconsapevole del fatto che il ragazzo in questione è un gigolò di strada. Il ruolo, malgrado la sua brevità (la Miles ha una sola scena di 4 minuti e 45 secondi), le fece ottenere la sua prima candidatura all'Oscar come miglior attrice non protagonista nel 1970. Ricevette successivamente un'altra candidatura all'Oscar, sempre come miglior attrice non protagonista, per il film Marlowe, il poliziotto privato (1975).
Nel 1967 rifiutò il ruolo di Blanche Barrow in Gangster Story, mentre nel 1982 prese parte a Delitto sotto il sole, tratto da un romanzo di Agatha Christie, e nel 1987 recitò in Wall Street di Oliver Stone. Nel 1989 fece parte del cast del film She-Devil - Lei, il diavolo, con protagonista Roseanne Barr, dove ricoprì il ruolo della madre della scrittrice Mary Fisher, interpretata da Meryl Streep. Nel 2010 torna a coprire il ruolo dell'agente immobiliare di Manhattan nel sequel Wall Street - Il denaro non dorme mai.

## Vita privata
Sylvia Miles si sposò (e divorziò) tre volte: nel 1948 sposò William Miles, da cui divorziò nel 1950; tra il 1952 e il 1958 fu sposata con Gerald Price, un attore di scena; e nel 1963 sposò Ted Price, noto conduttore radiofonico di New York.

## Filmografia

### Cinema
- Sindacato assassini (Murder, Inc.), regia di Burt Balaban e Stuart Rosenberg (1960)
- Vento caldo (Parrish), regia di Delmer Daves (1961)
- La verità sul caso Fueman (Violent Midnight), regia di Richard Hilliard (1963)
- Terror in the City, regia di Allen Baron (1964)
- Un uomo da marciapiede (Midnight Cowboy), regia di John Schlesinger (1969)
- Fuga da Hollywood (The Last Movie), regia di Dennis Hopper (1971)
- Who Killed Mary What's 'Er Name?, regia di Ernest Pintoff (1971)
- Calore (Heat), regia di Paul Morrissey (1972)
- Marlowe, il poliziotto privato (Farewell, My Lovely), regia di Dick Richards (1975)
- 92 gradi all'ombra (92 in the Shade), regia di Thomas McGuane (1975)
- Il grande scout (The Great Scout & Cathouse Thursday), regia di Don Taylor (1976)
- Sentinel (The Sentinel), regia di Michael Winner (1977)
- Shalimar, regia di Krishna Shah (1978)
- Zero to Sixty, regia di Don Weis (1978)
- Il tunnel dell'orrore (The Funhouse), regia di Tobe Hooper (1981)
- Delitto sotto il sole (Evil Under the Sun), regia di Guy Hamilton (1982)
- Prognosi riservata (Critical Condition), regia di Michael Apted (1987)
- La bella addormentata (Sleeping Beauty), regia di David Irving (1987)
- Wall Street, regia di Oliver Stone (1987)
- Dall'altro alto della strada (Crossing Delancey), regia di Joan Micklin Silver (1988)
- Mafia kid (Spike of Bensonhurst), regia di Paul Morrissey (1988)
- She-Devil - Lei, il diavolo (She-Devil), regia di Susan Seidelman (1989)
- Hello Denise! (Denise Calls Up), regia di Hal Salwen (1995)
- Rose's, regia di Frank Patterson (1999)
- The Boys Behind the Desk, regia di Sally Kirkland (2000)
- High Times Potluck, regia di Alison Thompson (2002)
- Go Go Tales, regia di Abel Ferrara (2007)
- Wall Street - Il denaro non dorme mai (Wall Street: Money Never Sleeps), regia di Oliver Stone (2010)

### Televisione
- The Comedy Spot - serie TV, 1 episodio (1960)
- Play of the Week - serie TV, 1 episodio (1960)
- Route 66 - serie TV, 2 episodi (1961)
- La città in controluce (Naked City) - serie TV, 3 episodi (1961-1962)
- Car 54, Where Are You? - serie TV, 1 episodio (1963)
- N.Y.P.D. - serie TV, 1 episodio (1967)
- La valle dei pini (All My Children) - serie TV, 1 episodio (1970)
- No Big Deal, regia di Robert Charlton - film TV (1983)
- Miami Vice - serie TV, 1 episodio (1985)
- ABC Afterschool Specials - serie TV, 1 episodio (1985)
- Un giustiziere a New York (The Equalizer) - serie TV, 1 episodio (1985)
- Sex and the City – serie TV, episodio 5x01 (2002)
- Una vita da vivere (One Life to Live) - serie TV, 1 episodio (2002)
- Life on Mars - serie TV, 1 episodio (2008)

## Riconoscimenti
- Premio Oscar
  - 1970 – Candidatura alla miglior attrice non protagonista per Un uomo da marciapiede[2]
  - 1976 –  Candidatura alla miglior attrice non protagonista per Marlowe, il poliziotto privato

- Feature Film Award
  - 2003 – Miglior attrice non protagonista per High Times Potluck

## Doppiatrici italiane
Nelle versioni in italiano dei suoi film, Sylvia Miles è stata doppiata da:
- Anna Miserocchi in Un uomo da marciapiede, Marlowe, il poliziotto privato, Delitto sotto il sole
- Flaminia Jandolo in Prognosi riservata, She-Devil - Lei, il diavolo
- Marzia Ubaldi in Sentinel, Dall'altro lato della strada
- Cristina Grado in La bella addormentata
- Noemi Gifuni in Hello Denise!
- Carmen Onorati in Go Go Tales